# Contractuur van Volkmann
Contractuur van Volkmann of spierischemie in de onderarm is een ischemie die wordt veroorzaakt door een fractuur aan de elleboog waarbij een overdruk ontstaat en de bloedvaten worden afgesnoerd (ischemie). De overdruk kan ontstaan door een vaatletsel met een bloeduitstorting als gevolg, een ontsteking, of door het te hard aanspannen van een verband zoals een tourniquet.
De symptomen zijn deze van de 5P's.
Snel medisch ingrijpen kan ervoor zorgen dat de schade tot een minimum wordt beperkt. Meestal zal men de fascie moeten openmaken zodat de druk op de spieren en bloedvaten vermindert.
Bij niet ingrijpen zal het onderliggende deel van de voorarm afsterven.
De ziekte is vernoemd naar Richard von Volkmann.